# Gabriel Kujur
Gabriel Kujur (ur. 7 lipca 1945 w Mahuadanr) – indyjski duchowny rzymskokatolicki, w latach 1998–2016 biskup Daltonganj.

## Życiorys
Święcenia kapłańskie przyjął 8 maja 1978. 3 marca 1997 został prekonizowany biskupem Daltonganj. Sakrę biskupią otrzymał 8 stycznia 1998. 7 lipca 2016 przeszedł na emeryturę.